# 长江号炮舰
长江号炮舰是一艘中型长江炮舰，由上海江南造船所1929年为中华民国海军建造，名为民权舰。1949年在重庆起义投向中国人民解放军海军，次年易名长江舰。1968年被授予荣誉舷号“53-219”，1981年拆解。2021年以1：1比例复原重建为长江号纪念舰，现驻泊于青岛的中国人民解放军海军博物馆。

## 设计和建造
该舰由叶在馥主持设计，江南造船所建造，工厂编号572。舰艇排水量426吨，全长60.04米，宽7.92米。动力方面配装2座3汽缸3胀立式蒸汽机，两轴驱动，主机功率2200马力，快行航速17节，常行航速12节。:208
武备方面，舰首主炮为120毫米炮，舰尾主炮为法制施耐德100毫米口径45倍径炮。舰桥建筑前方甲板左右舷边各安装1门江南造船所仿造的哈奇开斯57毫米单管机关炮。驾驶台前方安装一门日制三年式76毫米高射炮。甲板室顶部甲板末尾安装1门厄利孔20毫米机炮。此外，还在各处安装了共计6挺7.92毫米重机枪。:209-210
该舰于1929年9月21日举行下水仪式，由何应钦夫人王文湘担任该舰的教母，行掷瓶洗礼。舾装于1930年元旦后完成。:211-214

## 服役历史

### 中华民国海军
民权舰得名于孙中山提出的三民主義。1930年4月1日，民权舰在江南造船所码头举行升旗成军仪式，编入中华民国海军第二舰队。入役后多在汉口和南京之间执行巡防任务。:215
1937年抗日战争爆发时，该舰驻泊于汉口。1938年10月武汉失守，民权舰和其他幸存军舰退往长江上游，驻泊于木洞镇附近。舰上首尾主炮和57毫米机关炮都被拆下，移交给要塞炮兵使用，该舰转为担任防空舰和海军军校练习舰，之后未与日军直接交战。:217-218
1945年日本投降后，民权舰转隶属江防艦隊，担任舰队旗舰，驻泊于汉口。1949年5月，解放军兵临武汉，民权舰等舰艇退至上游沙市、宜昌等地，后继续撤至重庆。舰长程法侃在内的大批军官与解放军秘密商议了起义计划，1949年11月30日解放军重庆渡江时未加阻拦。12月1日，该舰降下青天白日满地红国旗，改挂写有“重庆人民海军军舰”的红旗。:219-220

### 中国人民解放军海军
1949年12月31日，民权舰和其他江防舰队起义舰艇正式被西南军区接收。1950年，驶往南京，改名为长江舰，编入华东军区海军。同年9月，参加了佘山岛登陆作战的护航任务。之后成为二线舰艇，1953年隶属海军淞沪基地第一巡逻艇大队。:220-222
1953年2月，长江舰驶往汉口，于2月19日接毛泽东登舰，毛泽东登舰期间为海军题词。毛泽东搭乘该舰航行四天三夜驶至南京，并检阅海军多艘舰艇。1968年，该舰被授予荣誉舷号“53-219”，以纪念毛泽东登舰日。
1977年，海军在上海吴淞军港开建长江舰纪念馆，1978年，长江舰被安放入纪念馆。
1980年7月，中共中央发出《关于坚持“少宣传个人”的几个问题的指示》。1981年1月，长江舰荣誉舷号“53-219”被撤销，同年7月，因属于“推行个人崇拜建筑”，长江舰被拆解。:225

## 纪念舰
2021年，江南造船厂借助中国船舶技术档案馆图纸资料，以1：1比例复原重建了长江舰。 复制的纪念舰舷号刷“53-219”，未安装动力系统，武备采用毛泽东登舰时的布局，包括舰首美式76毫米炮和舰尾日式75毫米高射炮。
2021年6月11日，该纪念舰由半潜船搭载，从上海江南造船码头启程，经过四天三夜运抵青岛，泊于中国人民解放军海军博物馆一号码头。